# Insul
Insul – miejscowość i gmina w Niemczech, w kraju związkowym Nadrenia-Palatynat, w powiecie Ahrweiler, wchodzi w skład gminy związkowej Adenau.